# Estadio Caliente
Das Estadio Caliente ist ein Fußballstadion in der mexikanischen Grenzstadt Tijuana, Baja California. Es ist Heimspielstätte des Fußballvereins Club Tijuana in der Liga MX sowie des American-Football-Clubs Galgos in der Liga de Fútbol Americano Profesional.

## Geschichte
Das ursprünglich für 33.333 Zuschauer konzipierte Stadion wurde im November 2007 nach Fertigstellung des ersten Bauabschnittes mit einer Kapazität für knapp 15.000 Besucher eröffnet. Später erfolgte die Erweiterung auf 21.000 Plätze. Derzeit bietet es Platz für 22.333 Besucher.